# 麥克尼爾斯 (加利福尼亞州)
麥克尼爾斯比奇（英語：McNears Beach）是位於美國加利福尼亞州馬林縣的一個非建制地區。該地的面積和人口皆未知。

## 地理
麥克尼爾斯比奇的座標為37°59′36″N 122°27′12″W / 37.99333°N 122.45333°W，而該地的平均海拔高度為3米（即10英尺）。